# Cyfry japońskie
Cyfry japońskie są tworzone na podstawie japońskich liczebników. W zapisie wywodzą się one bezpośrednio od chińskich liczebników, a grupowanie cyfr, zgodnie z chińską tradycją, następuje co 10000. W Japonii istnieją dwa rodzaje wymowy liczb: jedna to czytanie on’yomi z pisma chińskiego, a druga to kun’yomi, zgodna z japońską wymową.

## Liczby podstawowe
W Japonii stosuje się dwa rodzaje zapisu liczb, za pomocą cyfr arabskich (1, 2, 3) lub chińskich (一, 二, 三). Styl arabski częściej jest stosowany w zapisie poziomym, natomiast chiński w zapisie pionowym.
(Niektóre liczby mają wiele nazw.)
| Liczba | Znak     | Zalecany odczyt | odczyt on            | odczyt kun                     |
| ------ | -------- | --------------- | -------------------- | ------------------------------ |
| 0      | 零 / 〇* | rei             | rei / れい           | zero / ぜろ                    |
| 1      | 一       | ići             | ichi / いち          | hito(tsu) / ひと・つ           |
| 2      | 二       | ni              | ni, ji / に, じ      | futa(tsu) / ふた・つ           |
| 3      | 三       | san             | san / さん           | mi(ttsu) / み・っつ            |
| 4      | 四       | jon/śi          | shi / し             | yon, yo(ttsu) / よん、よ・っつ |
| 5      | 五       | go              | go / ご              | itsu(tsu) / いつ・つ           |
| 6      | 六       | roku            | roku / ろく          | mu(ttsu) / む・っつ            |
| 7      | 七       | nana/śići       | shichi / しち        | nana(tsu) / なな・つ           |
| 8      | 八       | haći            | hachi / はち         | ya(ttsu) / や・っつ            |
| 9      | 九       | ku/kjuu         | kyū, ku / きゅう, く | kokono(tsu) / ここの・つ       |
| 10     | 十       | dziuu           | jū / じゅう          | tō / とお                      |
| 20     | 二十     | ni dziuu        | ni-jū / にじゅう     | hata(chi) / はた・ち           |
| 30     | 三十     | san dziuu       | san-jū / さんじゅう  | miso / みそ                    |
| 100    | 百       | hjaku           | hyaku / ひゃく       | (momo / もも)                  |
| 1 000  | 千       | sen             | sen / せん           | (chi / ち)                     |
| 10 000 | 万       | man             | man / まん           | (yorozu / よろず)              |
| 108    | 億       | oku             | oku / おく           | –                              |
| 1012   | 兆       | ćioo            | chō / ちょう         | –                              |

* Występuje także szczególna wymowa maru (co oznacza „okrągły” lub „koło”). Stosuje się ją przy wymawianiu liczby jako pojedynczych cyfr jedna po drugiej, zamiast nazwy pełnej liczby. Popularnym przykładem jest sklep 109 w Shibuyi, który się odczytuje jako ichi-maru-kyū. (Innym sposobem odczytu jest „dziesięć-dziewięć” – wymawiane jako tō-kyū – co jest grą słów na nazwę wydziału sklepu Tokyu, który jest właścicielem budynku.)
Począwszy od 万 (10 000), liczby rozpoczynają się od 一 (ichi), jeśli żadna cyfra jej nie poprzedza. To znaczy, że 100 to 百 hyaku, 1000 to 千 sen, lecz 10 000 to 一万 ichiman, a nie tylko man.
Liczby 4 i 9 są w Japonii uznawane za pechowe: 4, wymawiane shi, jest homofonem dla śmierć (死); 9, wymawiane jako ku, to homofon od cierpienie (苦). Tetrafobia jest szeroko rozpowszechniona w kulturze wschodnioazjatyckiej. Liczba 13 jest czasami uznawana za nieszczęśliwą, lecz to tylko zapożyczenie z kultury zachodniej.
We współczesnym języku japońskim cyfry są czytane w stylu on, z wyjątkiem 4 i 7, które są nazywane odpowiednio yon i nana. Alternatywne nazewnictwo stosowane jest dla nazw miesięcy, dni miesięcy i stałych zwrotów. Na przykład ułamek dziesiętny 4,79 zawsze czyta się jako yon-ten nana kyū, natomiast kwiecień, lipiec i wrzesień czyta się odpowiednio shi-gatsu (czwarty miesiąc), shichi-gatsu (siódmy miesiąc), i ku-gatsu (dziewiąty miesiąc).
- Dziesiątki od 20 do 90 to „(cyfra)-jū”.
- Setki od 200 do 900 to „(cyfra)-hyaku”.
- Tysiące od 2000 do 9000 to „(cyfra)-sen”.
- Dodatkowo, dziesiątki od 30 to 90 w stylu kun tworzy się jako „(cyfra)-so”, gdzie cyfra jest także podana w stylu kun: miso (30), yoso (40), iso (50), muso (60), nanaso (70), yaso (80), kokonoso (90). Istnieją odmiany zawierające i dla 50 a przyrostek -ji dla zakresu od 20 do 90, jednakże, w większości przypadków nie są one używane we współczesnym języku japońskim.

Występują pewne zmiany fonetyczne w wymowie dużych liczb takich jak udźwięcznienie, ubezdźwięcznienie czy geminata, co jest typowe w języku japońskim (tzw. rendaku), np. roku „sześć” i hyaku „sto” tworzy roppyaku „sześćset”.
W dużych liczbach składniki są łączone w kolejności od największego do najmniejszego, a zero jest domniemane.
| Liczba | Znak       | Odczyt                |
| ------ | ---------- | --------------------- |
| 11     | 十一       | jū ichi               |
| 17     | 十七       | jū shichi/jū nana     |
| 151    | 百五十一   | hyaku go-jū ichi      |
| 302    | 三百二     | san-byaku ni          |
| 469    | 四百六十九 | yon-hyaku roku-jū kyū |
| 2025   | 二千二十五 | ni-sen ni-jū go       |

* Hyaku staje się byaku w efekcie rendaku.

## Potęgi 10

### Wielkie liczby
Zgodnie z chińską tradycją wielkie liczby tworzy się grupując cyfry w miriady (co 10 000), odmiennie niż w kulturze zachodniej (co 1000):
| Rząd   | 104 | 108 | 1012 | 1016 | 1020 | 1024   | 1028 | 1032 | 1036 | 1040 | 1044 | 1048 | 1052 lub 1056 | 1056 lub 1064 | 1060 lub 1072 | 1064 lub 1080 |
| Znak   | 万  | 億  | 兆   | 京   | 垓   | 𥝱, 秭 | 穣   | 溝   | 澗   | 正   | 載   | 極   | 恒河沙        | 阿僧祇        | 那由他/那由多 | 不可思議      |
| Odczyt | man | oku | chō  | kei  | gai  | jo/shi | jō   | kō   | kan  | sei  | sai  | goku | gōgasha       | asōgi         | nayuta        |               |

Istniejące warianty są spowodowane przez Jinkōki, najstarszy japoński tekst matematyczny. Początkowe wydanie zostało opublikowane w 1627 roku. Miało ono sporo błędów. Wiele z nich zostało poprawionych w wydaniu z 1631 roku. W 1634 roku wydano kolejną wersję, która ponownie zmieniła kilka wartości. Powyższe warianty są spowodowane przez nieścisłości w dwóch późniejszych wydaniach.
Przykłady: (odstępy pomiędzy czterocyfrowymi grupami są podane jedynie dla przejrzystości wyjaśnienia)
- 1 0000 : 一万 (ichi-man)
- 983 6703 : 九百八十三万 六千七百三 (kyū-hyaku hachi-jū san man, roku-sen nana-hyaku san)
- 20 3652 1801 : 二十億 三千六百五十二万 千八百一 (ni-jū oku, san-zen rop-pyaku go-jū ni-man, sen hap-pyaku ichi)

Jednakże liczby zapisywane w stylu arabskimi grupuje się po trzy cyfry oddzielając je przecinkami, zgodnie z konwencją zachodnią. Jeśli cyfry arabskie i kanji są użyte wspólnie, liczby w stylu zachodnim mogą być wykorzystywane dla rzędu wielkości nie większych 10 000 (np. 2500万 to 25 000 000).
Jeśli długie liczby są zapisywane w kanji, zera są pomijane dla wszystkich potęg dziesiątki. Stąd 4002 to 四千二 (w przeciwieństwie do chińskiego, który wymaga zastosowania 零 do zastąpienia zer, np. 四千零二 dla 4002). Jednakże, w odczycie, ciąg zer jest czasami wymawiany jako tobi (飛び) lub tonde (飛んで) aby podkreślić brak liczb, np. yon-sen tobi ni lub yon-sen tonde ni można zamiennie stosować zamiast zwykłego yon-sen ni.

## Ułamki dziesiętne
W języku japońskim istnieją dwa sposoby prezentacji ułamków dziesiętnych, które nie są już powszechnie stosowane, lecz ograniczają się do prezentacji wyników sportowych, pewnych wyrażeń idiomatycznych (jak np. 五分五分の勝負 „szansa pół na pół”) oraz stawek i zniżek.
Jeden system to:
| Rząd   | 10−1 | 10−2 | 10−3 | 10−4 | 10−5  | 10−6 | 10−7 | 10−8 | 10−9 | 10−10 |
| Znak   | 分   | 厘   | 毛   | 糸   | 忽    | 微   | 繊   | 沙   | 塵   | 埃    |
| Odczyt | bu   | rin  | mō   | shi  | kotsu | bi   | sen  | sha  | jin  | ai    |

System ten ma zastosowanie przez tradycyjne japońskie jednostki miary. Wiele z tych nazw jest stosowane „wprost” do określania ułamka shaku.
Drugi system ułamków ma zastosowanie dla stawek i zniżek. Bardzo często jest stosowany przy prezentacji cen.
| Rząd   | 10−1 | 10−2 | 10−3 |
| Znak   | 割   | 分   | 厘   |
| Odczyt | wari | bu   | rin  |

Przykłady:
- 一割五分引き (ichi-wari go-bu biki): 15% zniżki
- 打率三割八分九厘 (daritsu san-wari hachi-bu kyū-rin): średnia uderzeń 0,389 (w meczu baseballowym)

z wyjątkiem wari, pozostałe metody są rzadko spotykane w użyciu. Zazwyczaj ułamki dziesiętne są zapisywane w kanji (pionowo) lub cyframi arabskimi (poziomo), stosując kropkę dziesiętną, i są odczytywane jako kolejne cyfry, tak jak w stylu zachodnim. Należy zauważyć, że formie pisemnej, można też stosować tradycyjny system wyrażania liczb (42 195 kilometrów: 四十二・一九五 キロメートル), w którym są zapisywane potęgi dziesiątki, lub system pozycyjny stosujący zero (50,04 procent: 五〇・〇四 パーセント). Jednakże w obu przypadkach odczyt jest dokonywany zgodnie z systemem tradycyjnym (yon-jū ni-ten ichi-kyū go kiromētoru dla 42 195 kilometrów; go ju-tten rei-yon pāsento dla 50,04 procent).

## Liczby oficjalne
Podobnie jak w Chinach, tak i w Japonii istnieje specjalny zbiór znaków kanji zwany daiji (大字), stosowany w dokumentach prawnych i finansowych, aby zapobiec przerobieniom np. cyfry jeden na dwa lub trzy, przez dodanie jednej lub dwóch kresek. Liczby oficjalne są takie same jak te w oficjalnym zapisie chińskim, z wyjątkiem kilku drobnych różnic. Obecnie oficjalny zapis w dokumentach stosuje się dla cyfr jeden, dwa, trzy i dziesięć. Cyfry te w zapisie tradycyjnym łatwo przerobić na większe (1 i 2 zostały już wyjaśnione, 3 można przerobić na 5, a 10 na 1000). W pewnych przypadkach, cyfra 1 jest jawnie zapisywana jako 壱百壱拾 (jeden sto jeden dziesięć) dla 110, w przeciwieństwie do 百十 w zapisie powszechnym.
Liczby oficjalne:
| Liczba | Powszechna | Oficjalna | Oficjalna    |
| Liczba | Powszechna | Stosowana | Przestarzała |
| ------ | ---------- | --------- | ------------ |
| 1      | 一         | 壱        | 壹           |
| 2      | 二         | 弐        | 貳           |
| 3      | 三         | 参        | 參           |
| 4      | 四         | 四        | 肆           |
| 5      | 五         | 五        | 伍           |
| 6      | 六         | 六        | 陸           |
| 7      | 七         | 七        | 柒, 漆       |
| 8      | 八         | 八        | 捌           |
| 9      | 九         | 九        | 玖           |
| 10     | 十         | 拾        | 拾           |
| 100    | 百         | 百        | 佰           |
| 1000   | 千         | 千        | 阡, 仟       |
| 10000  | 万         | 万, 萬    | 萬           |

Cztery obecne banknoty japońskiej waluty, 1000 jenów, 2000 jenów, 5000 jenów i 10 000 jenów, są opisane przy użyciu liczb oficjalnych, odpowiednio 千, 弐千, 五千 i 壱万.